# Thống 2 (kỷ Cambri)
| Hệ/ Kỷ                                                                                   | Thống/ Thế                       | Bậc/ Kỳ                          | Tuổi (Ma) | Tuổi (Ma) |
| ---------------------------------------------------------------------------------------- | -------------------------------- | -------------------------------- | --------- | --------- |
| Ordovic                                                                                  | Dưới/Sớm                         | Tremadoc                         | trẻ hơn   | trẻ hơn   |
| Cambri                                                                                   | Phù Dung                         | Tầng 10                          | 485.4     | ~489.5    |
| Cambri                                                                                   | Phù Dung                         | Giang Sơn                        | ~489.5    | ~494      |
| Cambri                                                                                   | Phù Dung                         | Bài Bích                         | ~494      | ~497      |
| Cambri                                                                                   | Miêu Lĩnh                        | Cổ Trượng                        | ~497      | ~500.5    |
| Cambri                                                                                   | Miêu Lĩnh                        | Drum                             | ~500.5    | ~504.5    |
| Cambri                                                                                   | Miêu Lĩnh                        | Ô Lựu                            | ~504.5    | ~509      |
| Cambri                                                                                   | Thống 2                          | Tầng 4                           | ~509      | ~514      |
| Cambri                                                                                   | Thống 2                          | Tầng 3                           | ~514      | ~521      |
| Cambri                                                                                   | Terreneuve                       | Tầng 2                           | ~521      | ~529      |
| Cambri                                                                                   | Terreneuve                       | Fortune                          | ~529      | 541.0     |
| Ediacara                                                                                 | không xác định tầng động vật nào | không xác định tầng động vật nào | già hơn   | già hơn   |
| Phân chia kỷ Cambri theo ICS năm 2018. Các giai đoạn in nghiêng không có tên chính thức. |                                  |                                  |           |           |

Thống 2 trong niên đại địa chất là thế giữa của kỷ Cambri, và trong thời địa tầng học là thống giữa của thuộc hệ Cambri.
Thế Cambri 2 tồn tại từ ~ 521 Ma đến 509 Ma (Ma: Megaannum, triệu năm trước).
Thế Cambri 2 kế tục thế Terreneuve kỷ Cambri, và tiếp sau là thế Miêu Lĩnh cùng kỷ Cambri.
Thống 2 chưa được Ủy ban Địa tầng Quốc tế xác định chính thức, thiếu ranh giới dưới chính xác và phân chia thành các giai đoạn. Ranh giới dưới được đề xuất là đới xuất hiện lần đầu tiên của bọ ba thùy được ước tính vào khoảng 521 Ma.